# Steven Wright

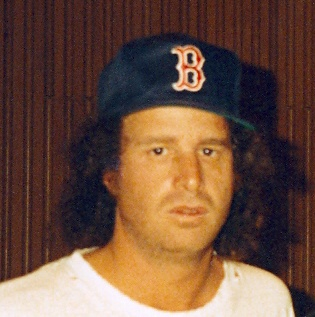
Wright em 1994

Steven Alexander Wright (Cambridge (Massachusetts), 6 de dezembro de 1955) é ator e comediante americano, conhecido por sua voz distintamente letárgica (desanimada). Consta que é um dos grandes apresentadores de stand up comedy. Ganhador do Oscar e indicado para um Grammy.

## Início e carreira
Wright nasceu no Hospital Mount Auburn em Cambridge (Massachusetts) e cresceu em Burlington, Massachusetts, um dos quatro filhos de Lucille "Dolly" (née Lomano) e Alexander K. Wright. Ele foi criado em família católica. Sua mãe era descendente de italianos e seu pai era de ascendência escocesa.